# Montmirail (Marne)
Montmirail ist eine französische Gemeinde mit 3551 Einwohnern (Stand 1. Januar 2022) im Département Marne in der Region Grand Est. Sie gehört zum Arrondissement Épernay und zum Kanton Sézanne-Brie et Champagne. Die Einwohner heißen Montmiraillais.

## Lage
Montmirail ist der Hauptort der Brie Champenoise, dem Teil der Region Brie, der an die Champagne grenzt. Paris ist etwa 100 Kilometer entfernt, Épernay 40 Kilometer und Reims 70 Kilometer.
Der Ort liegt am Petit Morin, auf einem Hügel nördlich des Flusses. Im Norden des Gemeindegebietes verläuft der Fluss Dhuis.

## Geschichte
1814 gewann Napoléon I. die Schlacht von Montmirail.

## Bevölkerungsentwicklung
| Jahr                       | 1962 | 1968 | 1975 | 1982 | 1990 | 1999 | 2004 | 2009 | 2018 |
| -------------------------- | ---- | ---- | ---- | ---- | ---- | ---- | ---- | ---- | ---- |
| Einwohner                  | 2306 | 2996 | 3423 | 3696 | 3812 | 3783 | 3742 | 3778 | 3584 |
| Quellen: Cassini und INSEE |      |      |      |      |      |      |      |      |      |

## Sehenswürdigkeiten
- Kirche Saint-Étienne
- Schloss von Montmirail aus dem 16. Jahrhundert

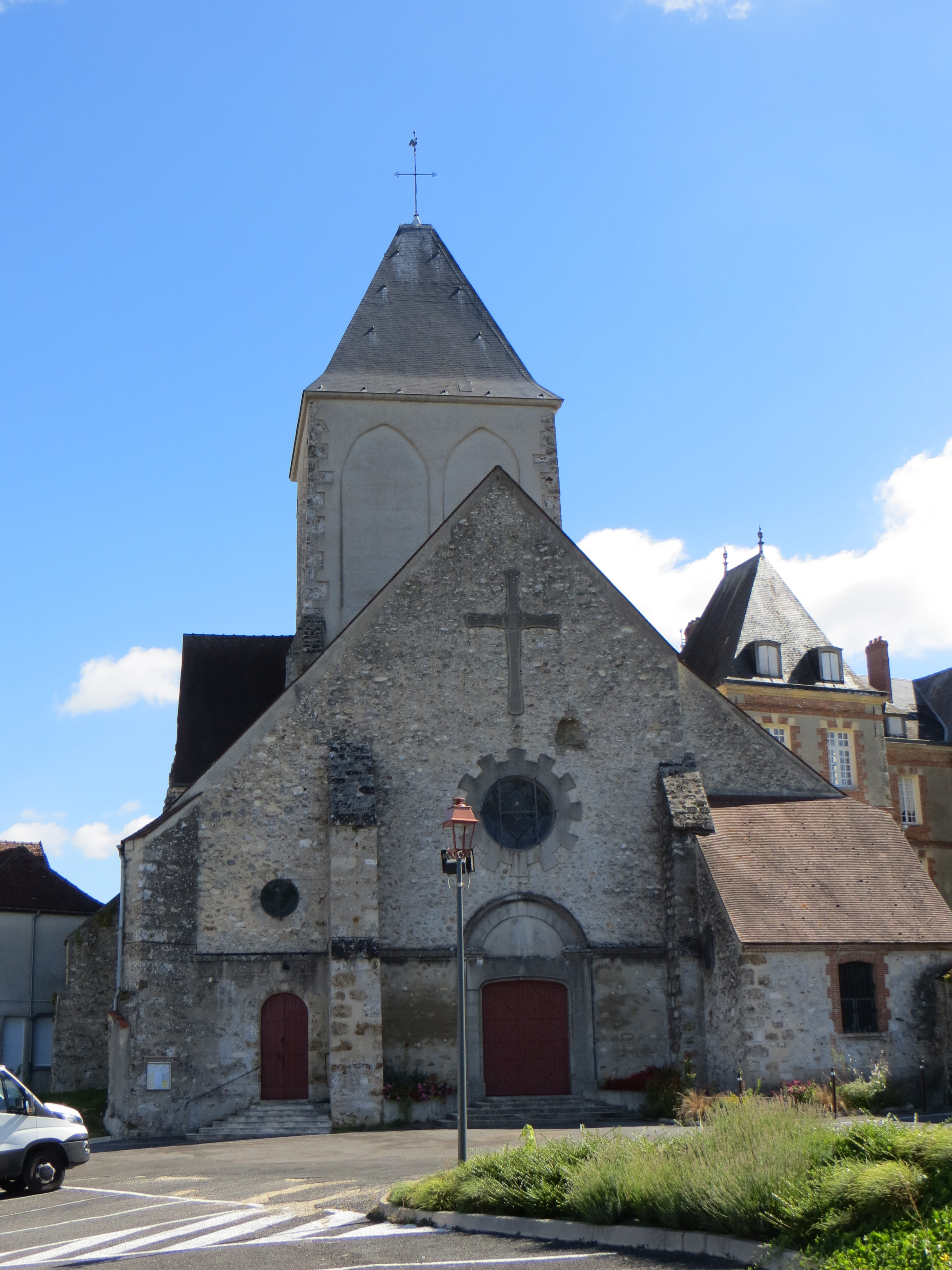
Kirche Saint-Étienne
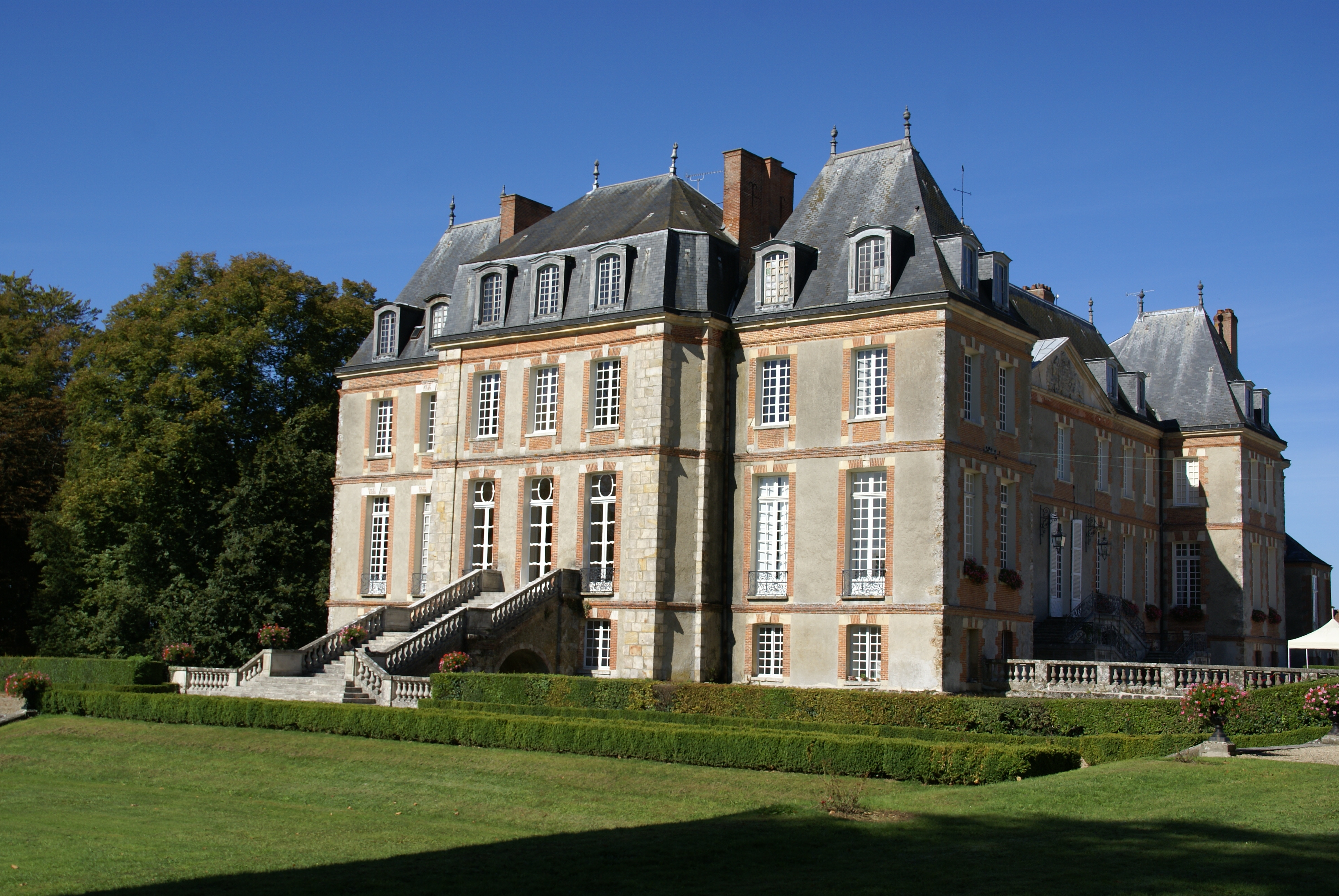
Schloss von Montmirail
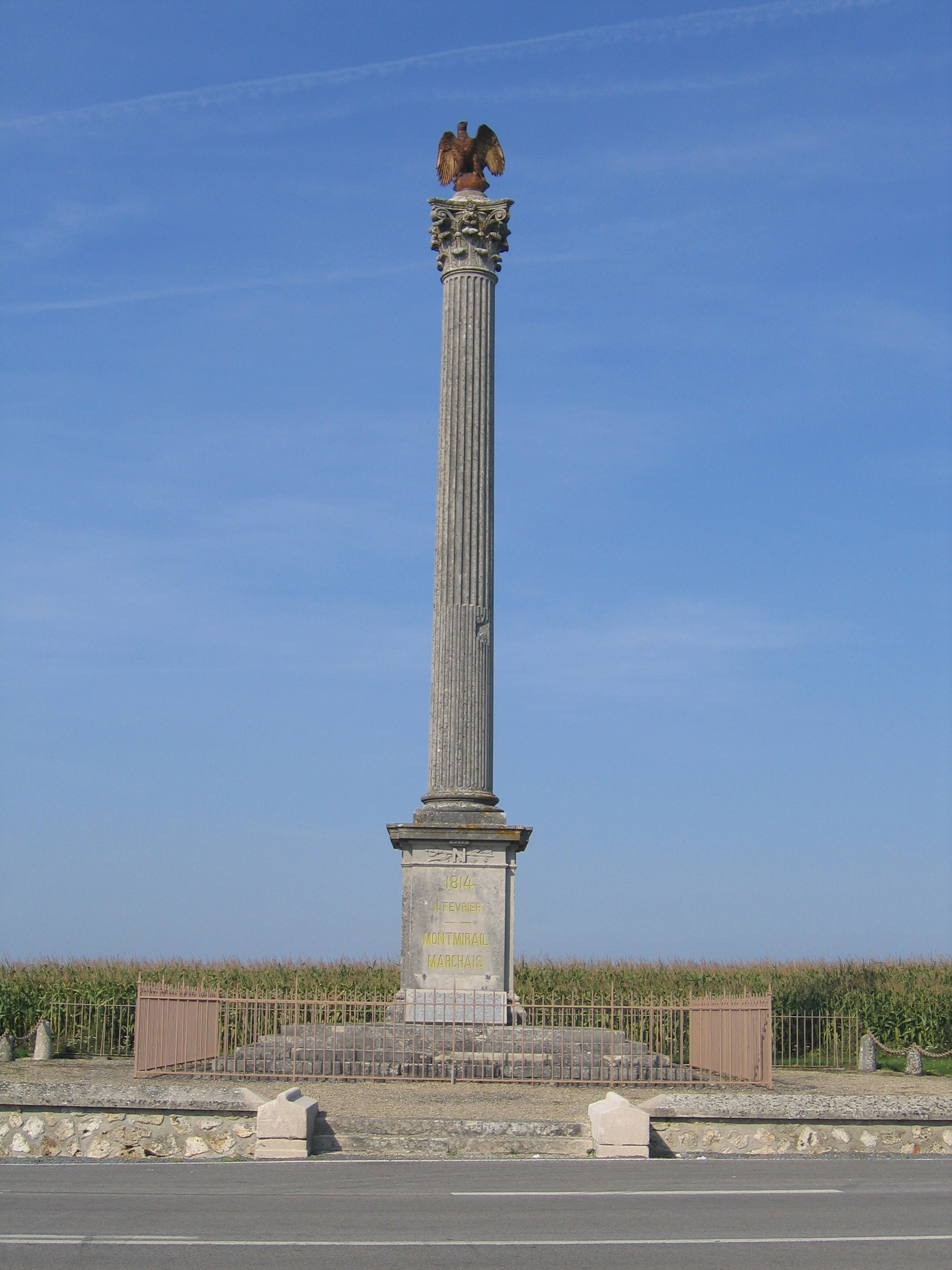
Napoleonische Siegessäule in Montmirail

## Persönlichkeiten
- Ambroise-Polycarpe de La Rochefoucauld lebte im Schloss von Montmirail.
- Jean-François Paul de Gondi (1613–1679), der Kardinal de Retz, wurde in Montmirail geboren.

## Städtepartnerschaften
- Wald-Michelbach im Odenwald
- Hassocks in Großbritannien